# ساشا کورب
ساشا کورب (انگلیسی: Sascha Korb؛ زادهٔ ۱۸ ژوئن ۱۹۹۳) بازیکن فوتبال اهل آلمان است.
از باشگاه‌هایی که در آن بازی کرده‌است می‌توان به باشگاه فوتبال کیکرز اوفنباخ اشاره کرد.